# Erythronium americanum

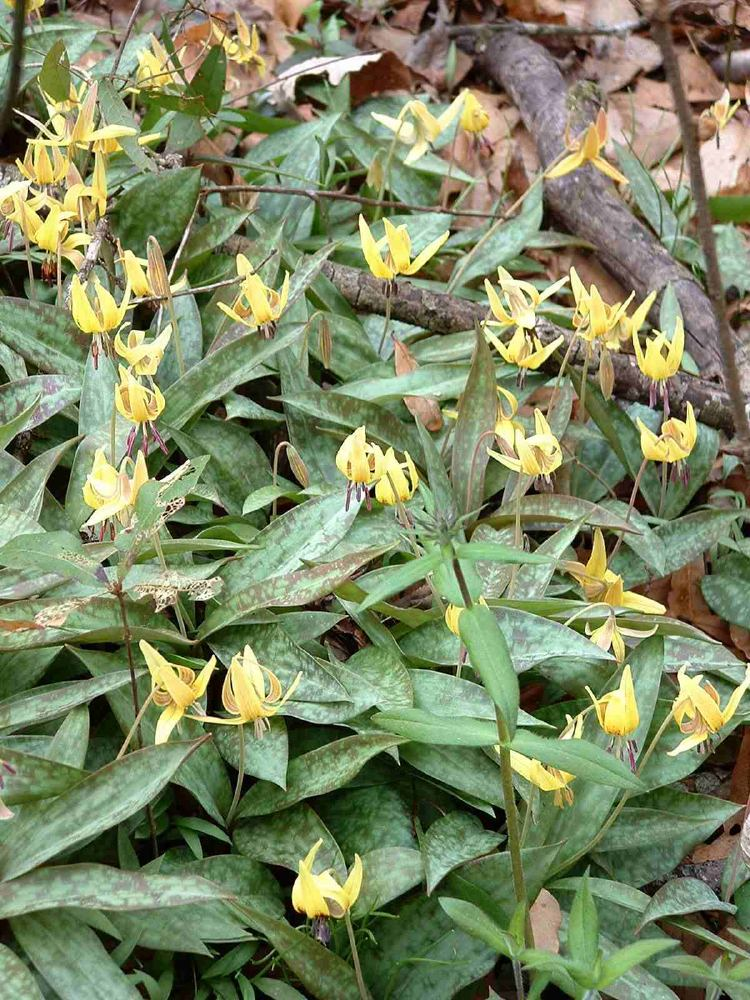
Dense patch of Erythronium americanum, Gadsden Co. Florida.

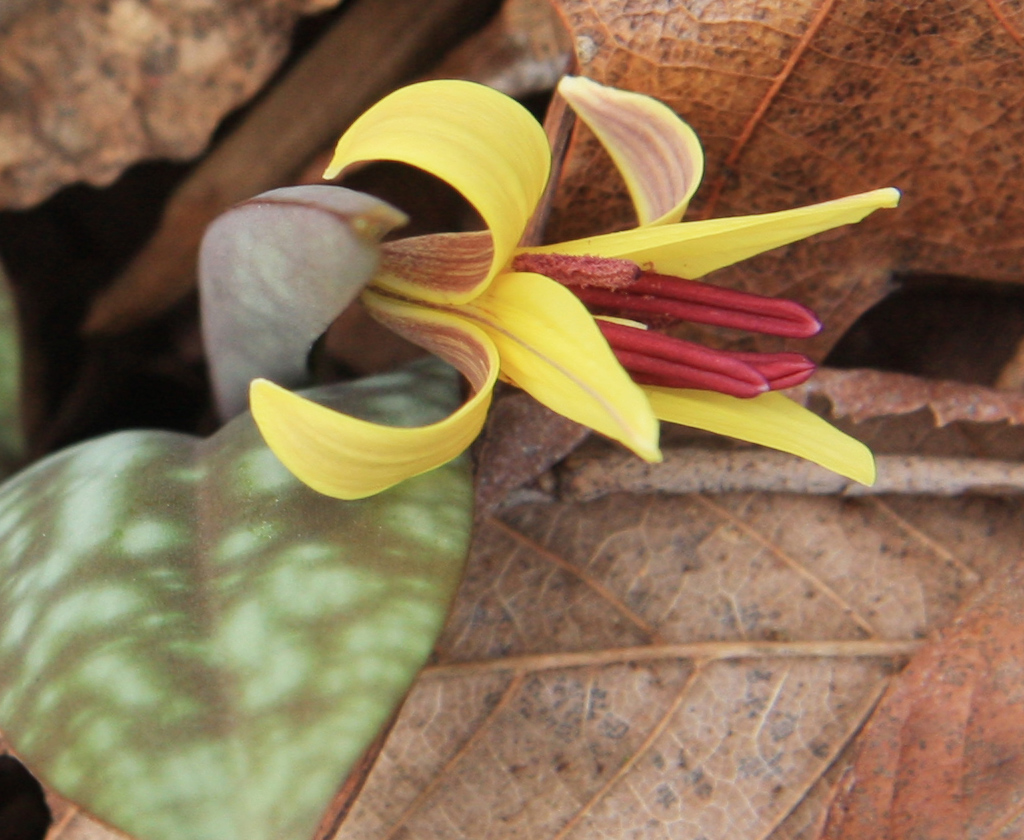
Vista de la planta en su hábitat

Erythronium americanum (Trout lily, Yellow trout lily) es una especie de planta herbácea perteneciente a la familia de las liliáceas. Se encuentra en la costa este de EE. UU. hasta los Grandes Lagos y en San Lorenzo es decir, aproximadamente el límite septentrional de su área.

## Descripción
Se distingue por ser una de las primeras plantas que florecen en primavera, aprovechando la ausencia de hojas que sobresalen en los árboles  por encima de hacer su ciclo de vida.

## Taxonomía
Erythronium americanum fue descrita por  John Bellenden Ker Gawler    y publicado en Botanical Magazine 28: pl. 1113. 1808.
Etimología
Erythronium: nombre genérico que  se refiere al color de las flores de algunas de sus especies de color rojo (del griego erythros = rojo), aunque también pueden ser de color amarillo  o blanco.
americanum: epíteto geográfico que alude a su localización en América.
Variedades y Sinonimia
- Erythronium flavum Sm. in Rees, Cycl. 13: 2 (1809), nom. superfl.

subsp. americanum. De Canadá y Estados Unidos.
- Erythronium angustatum Raf., Med. Repos. 2(5): 354 (1808).
- Erythronium aquatile Salisb., Trans. Hort. Soc. London 1: 331 (1812).
- Erythronium lanceolatum Pursh, Fl. Amer. Sept. 1: 230 (1813).
- Erythronium bracteatum Bigelow, Fl. Boston., ed. 2: 136: 365 (1824).
- Erythronium aureum Loisel., Herb. Amateur Fleurs 1: t. 51 (1828).
- Erythronium flavescens Loisel., Herb. Amateur Fleurs 1: 51 (1828).
- Erythronium nuttallianum Schult. & Schult.f. in J.J.Roemer & J.A.Schultes, Syst. Veg. 7: 1681 (1830).

subsp. harperi (W.Wolf) C.R.Parks & Hardin, Brittonia 15: 252 (1963). Del este y centro de los Estados Unidos.
- Erythronium harperi W.Wolf, Castanea 6: 24 (1941).[3]